# Can Riurola
Mas Riurola és una masia de Riudellots de la Selva (Selva) inclosa a l'Inventari del Patrimoni Arquitectònic de Catalunya.

## Descripció
Es tracta d'un edifici totalment reformat, de tres plantes, coberta amb doble vessant i caiguda a la façana. Hi ha diversos cossos adossats al cos principal, tant pels laterals com per la part posterior.
La façana principal té la porta adovellada d'arc de mig punt i a la clau de la volta hi ha un escut en relleu repicat. Les finestres estan envoltades amb pedra monolítica i són rectangulars. Les de la planta baixa presenten una reixa de ferro forjat al davant. Al segon pis, dues finestres són més petites amb arc de mig punt, i n'hi ha una amb impostes, cap d'elles però, és rellevant. A la tercera planta, destaca la galeria de cinc grans obertures amb arc rebaixat que segurament és una ampliació posterior que no segueix l'estructura original de la masia. Com l'interior que ha sofert una reforma important. El que sí es conserva és el pou que es troba a pocs metres de la façana, a l'altre costat del camí.
El conjunt d'edificacions és complex i és probable que hi hagi més d'un habitatge, ja que hi ha diverses portes d'accés. El cos adossat a la part lateral esquerra, té una escala independent, de nova construcció, que mena al segon pis. Prop del mas hi ha altres edificis que s'utilitzen per al bestiar i la maquinària agrícola.